# Turlough Luineach O'Neill
Turlough Luineach O'Neill (1532-1595), conde de Clanconnell, y Tír Eoghain, a la muerte de Shane O'Neill en 1567 poco después de su derrota en la batalla de Farsetmore.
Aunque prestó juramento a la reina de Inglaterra, trató de fortalecer su posición en el Ulster a través de alianzas con los O'Donnells, los MacDonnells y los MacQuillans. Su comportamiento levantó pronto sospechas, lo que motivó el envío de una expedición militar contra él bajo el mando del conde de Essex que logró un dudoso éxito, ya que en 1575 se firmó un tratado por el cual O'Neill recibió extensas concesiones de terreno y autorización para disponer de trescientos mercenarios escoceses.
En 1578 fue nombrado caballero y recibió la autorización para llamarse y ser llamado Barón de Clogher y Conde de Clanconnel durante el resto de su vida. A pesar de ello, al comenzar la rebelión de Desmond en Munster, volvió a cambiar de bando y en los años siguientes continuó conspirando contra las autoridades inglesas. Estas decidieron apoyar a su primo Hugh, hermano de Brian, al que Turlough había asesinado. Tras varios años de luchas internas, Turlough renunció a su jefatura en favor de Hugh, el cual fue nombrado Tír Eoghain en 1593.
Su esposa, Agnes Campbell era hija de Colin Campbell, tercer Conde de Argyll, noble escocés.